# Lisa (voornaam)
Lisa is een meisjesnaam. De naam is een afleiding van de naam Elisabeth.
De naam wordt ook geschreven als Liza. Lisa is sinds de jaren 90 van de twintigste eeuw een veel gegeven voornaam. 
Lisa kan ook een afleiding zijn de Hebreeuwse naam Elisa, met de betekenis "God is redding". In de Bijbel is het de naam van de profeet Elisa. 

## Bekende naamdraagsters
Lisa
- Lisa Coleman, van Wendy and Lisa, Amerikaans muzikante en componiste
- Lisa Lois, Nederlands zangeres
- Lisa Jakub, Canadees actrice
- Lisa Kelly, Iers zangeres
- Lisa Kudrow, Amerikaans actrice
- Lisa Loeb, Nederlands cabaretière
- Lisa Loeb, Amerikaans singer-songwriter
- Lisa Lopes, Amerikaans zangeres
- Lisa Marie Presley, Amerikaans zangeres, dochter van Elvis Presley
- Lisa Raymond, Amerikaans tennisster
- Lisa Robin Kelly, Amerikaans actrice
- Lisa Schut, Nederlands schaakster
- Lisa Stansfield, Brits zangeres
- Lisa Tetzner, Duits jeugdschrijfster
- Lisa Vidal, Amerikaans actrice
- Lisa Williamson, Brits jeugdboekenschrijfster

Liza
- Liza Minnelli, Amerikaans actrice
- Liza Sips, Nederlands actrice

## Fictieve naamdraagsters
- Lisa Simpson, tekenfilmpersonage uit The Simpsons